# 아파트의 여인
아파트의 여인은 1969년 공개된 대한민국의 영화이다.

## 배역
- 신성일
- 문희
- 최남현